# Route 41 (Terre-Neuve-et-Labrador)
Pour les articles homonymes, voir Route 41.
La route 41 est une route tertiaire de la province de Terre-Neuve-et-Labrador, située dans l'est de l'île de Terre-Neuve, sur la péninsule d'Avalon, au nord de Saint-Jean. Elle relie Saint-Phillips à Torbay, et est une route faiblement empruntée sur tout son tracé, excepté dans Saint-Phillips et dans Portugal Cove, où elle est une route moyennement empruntée. De plus, elle est nommée Indian Meal Rd., mesure 13 kilomètres, et est une route asphaltée sur l'entièreté de son tracé.

## Tracé
La 41 débute à Saint-Phillips, sur la route 50. Elle commence par se diriger vers le nord-nord-est sur 5 kilomètres, suivant les rives de la baie Conception, puis elle traverse Portugal Cove, en étant la rue principale. Elle croise par la suite la route 40 en direction de Saint-Jean et de l'aéroport de Saint-Jean, puis elle se dirige vers l'est-nord-est pour le reste de son parcours, traversant une région beaucoup moins urbanisée. Elle se termine à son intersection avec la route 20, le Torbay Bypass, au sud-ouest de Torbay. Ce nouveau tronçon de la route 20 est très récent, de telle sortie qu'avant la construction de cette voie de contournement, la 20 passait directement dans le centre de Torbay, et c'est dans la ville que se terminait la 41. Elle a donc été raccourcie d'environ 2 kilomètres.

## Traversier
Un traversier reliant l'île Bell à la péninsule d'Avalon aboutit sur la route 41. Il relie notamment Wabana à Portugal Cove, et mesure près de 5 kilomètres.

## Communautés traversées
- Saint-Phillips
- Portugal Cove
- Torbay